# Archives Neerlandaises
Archives Neerlandaises (abreviado Arch. Neerl. Sci. Exact. Nat.) fue una revista con ilustraciones y descripciones botánicas que fue publicada en tres series en los Países Bajos entre los años 1866 a 1921, con el nombre de Archives Neerlandaises des Sciences Exactes et Naturelles.

## Publicación
- Serie nº 1, vols. 1-30, 1866-97;
- Serie nº 2, vols. 1-15, 1898-1911;
- Serie nº 3, vols. 1-5, 1912-21